# Iglesia de Jesús Nazareno (Quicena)
La iglesia de Jesús Nazareno de la localidad de Quicena, se haya construida dentro del castillo de Montearagón y se trata de un pequeño edificio de una sola nave y ábside semicircular al interior y plano al exterior.
Está construida en dos niveles. El superior, bajo la advocación de Jesús el Nazareno corresponde a la iglesia y está cubierta por bóveda de gajos en el ábside y cañón con lunetos en la nave, que apoya en un entablamento que a su vez apea en capiteles corintios sobre fragmentos de pilastra que apean en ménsulas, decoradas con motivos vegetales, a media altura del muro.
La inferior corresponde a la cripta y está bajo la advocación de Santa María y está cubierta por bóveda rebajada y tiene una entrada diferenciada de acuerdo al desnivel del terreno. 
En cuanto dejó de ser tierra de frontera y su uso militar cayó en declive, la antigua torre del homenaje del castillo fue reutilizada como campanario. Es de planta cuadrada y no conserva su estructura original, tan solo algunas saeteras y vanos en arco de medio punto que fueron abiertos para las campanas al cambiar de funcionalidad.
Fue declarada monumento nacional el 3 de junio de 1931.